# Ruscus colchicus
Ruscus colchicus, zimzeleni grm iz roda veprina, porodica šparogovke, čije je rodno stanište Kavkaz. Naraste od 40 do 60 cm visine. Širi se rizomima. Plod je crvena bobica, privlačna nekim pticama i sisavcima.